# Jan Lundgren
Pour les articles homonymes, voir Lundgren.
 (avril 2022).
La mise en forme du texte ne suit pas les recommandations de Wikipédia : il faut le « wikifier ».
Les points d'amélioration suivants sont les cas les plus fréquents :
- Les titres sont pré-formatés par le logiciel. Ils ne sont ni en capitales, ni en gras.
- Le texte ne doit pas être écrit en capitales (les noms de famille non plus), ni en gras, ni en italique, ni en « petit »…
- Le gras n'est utilisé que pour surligner le titre de l'article dans l'introduction, une seule fois.
- L'italique est rarement utilisé : mots en langue étrangère, titres d'œuvres, noms de bateaux, etc.
- Les citations ne sont pas en italique mais en corps de texte normal. Elles sont entourées par des guillemets français : « et ».
- Les listes à puces sont à éviter, des paragraphes rédigés étant largement préférés. Les tableaux sont à réserver à la présentation de données structurées (résultats, etc.).
- Les appels de note de bas de page (petits chiffres en exposant, introduits par l'outil «  Source ») sont à placer entre la fin de phrase et le point final[comme ça].
- Les liens internes (vers d'autres articles de Wikipédia) sont à choisir avec parcimonie. Créez des liens vers des articles approfondissant le sujet. Les termes génériques sans rapport avec le sujet sont à éviter, ainsi que les répétitions de liens vers un même terme.
- Les liens externes sont à placer uniquement dans une section « Liens externes », à la fin de l'article. Ces liens sont à choisir avec parcimonie suivant les règles définies. Si un lien sert de source à l'article, son insertion dans le texte est à faire par les notes de bas de page.
- La présentation des références doit suivre les conventions bibliographiques. Il est recommandé d'utiliser les modèles {{Ouvrage}}, {{Chapitre}}, {{Article}}, {{Lien web}} et/ou {{Bibliographie}}. Le mode d'édition visuel peut mettre en forme automatiquement les références.
- Insérer une infobox (cadre d'informations à droite) n'est pas obligatoire pour parachever la mise en page.

Pour une aide détaillée, merci de consulter Aide:Wikification.
Si vous pensez que ces points ont été résolus, vous pouvez retirer ce bandeau et améliorer la mise en forme d'un autre article.
Jan Lundgren (né le 22 mars 1966 à Olofström, Blekinge) est un musicien de jazz suédois. Il est pianiste, compositeur et conférencier à l’Académie de musique de Malmö, où il enseigne depuis l’automne 1991. Il est aussi directeur artistique des festivals Ystad Sweden Jazz Festival et Ystad Winter Piano Fest ainsi que du club de jazz Jazzhus Montmartre à Copenhague. Jan Lundgren est un artiste Steinway et il a reçu un grand nombre de prix. Il fait des tournées internationales et est affilié à la maison de disque allemande ACT. Jan Lundgren vit à Ystad.

## Biographie
Jan Lundgren est né à Olofström et a grandi à Ronneby. Il commence à jouer du piano à l’âge de cinq ans et alors qu’il est encore adolescent, il décide de mener une carrière musicale professionnelle. Après avoir obtenu son diplôme de l’Académie de musique de Malmö, en 1991, il s’établit en tant que musicien dans la vie jazz suédoise. Au début, il ne fait que les accompagnements dans différents contextes et styles et il collabore avec de nombreux artistes célèbres en Suède tels que Arne Domnérus – qui le révèle au public –, Putte Wickman et Rune Gustafsson, acquérant ainsi un ancrage indispensable dans la tradition jazz suédoise. Au fur et à mesure que sa carrière prend son essor, il joue de plus en plus en solo et s’applique à développer des collaborations artistiques.
Sa carrière internationale a commencé au milieu des années 1990, lorsque le premier album de Jan Lundgren publié sous son nom, Conclusion, sorti en 1994, a été lancé en Europe, en Amérique du Nord et au Japon. Les premiers contacts avec la scène jazz américaine ont été développés par le saxophoniste Herb Geller en collaborations récurrentes avec le producteur Dick Bank, producteur de Fresh Sound Records.
En 1995, il forme le Jan Lundgren Trio avec le bassiste Mattias Svensson et le batteur Rasmus Kihlberg. Le trio est devenu célèbre avec l’album Swedish Standards en 1997 et a reçu le prix de l’Orkesterjournalen, revue de jazz suédoise, pour le meilleur disque de jazz de l’année, Gyllene skivan (Disque d’or). En 2000, Jan Lundgren se produit en tant que premier pianiste de jazz scandinave au Carnegie Hall de New York lorsque le trio participe au concert ”Swedish Jazz Salutes the USA”.
Au cours du XXIe siècle, sa carrière internationale progresse, et son développement artistique s’élargit et s’approfondit. Au cours de la première décennie, Jan Lundgren s’est beaucoup impliqué dans le trio. Ensuite, il a fait partie de plusieurs autres groupes et ses compositions prennent de l’ampleur. Tout au long de sa carrière, il a recherché et initié des collaborations artistiques, ce qui l’a conduit à des projets avec des artistes de premier plan à la fois en studio et en concert. Quelques exemples sont Mare Nostrum avec Paolo Fresu et Richard Galliano, Magnum Mysterium avec le chœur de chambre de Gustaf Sjökvist et Lars Danielsson, Jan Lundgren Trio avec Mattias Svensson et Zoltán Csörsz, Jazz på svenskt vis (Jazz à la suédoise) avec Jan Lundgren Trio & Göteborg Wind Orchestra, Potsdamer Quartet avec Jukka Perko, Dan Berglund et Morten Lund, A Tribute to Jan Johansson avec Mattias Svensson et quatuor à cordes, Kristallen (Le cristal) avec Nils Landgren et Into the Night avec Lars Danielsson et Émile Parisien.

### Collaborations
Collaborations initiées avant 2000
Artistes et musiciens suédois
Jazz : Karl-Martin Almqvist, Peter Asplund, Hans Backenroth, Anders Bergcrantz, Arne Domnérus, Lars Erstrand, Rune Gustafsson, Rasmus Kihlberg, Gunnar ”Siljabloo” Nilsson, Mattias Svensson, Viktoria Tolstoy, Ulf Wakenius, Putte Wickman, Monica Zetterlund. Musique populaire : Povel Ramel, Sylvia Vrethammar.
Artistes et musiciens internationaux
Eric Alexander, Joe Ascione, Benny Bailey, Chuck Berghofer, Deborah Brown, Conte Candoli, Dave Carpenter, Billy Drummond, Art Farmer, Herb Geller, Benny Golson, Johnny Griffin, Vincent Herring, Paul Kreibich, Joe LaBarbera, Jesper Lundgaard, Katrine Madsen, Bill Perkins, Rich Perry, Alex Riel, Peter Washington.
Collaborations initiées après 2000
Artistes et musiciens suédois
Jazz : Miriam Aida, Hans Backenroth, Dan Berglund, Lars Danielsson, Ronnie Gardiner, Bengt Hallberg, Nils Landgren, Klas Lindquist, Carin Lundin, Georg Riedel, Zoltán Csörsz, Hannah Svensson, Ewan Svensson, Jojje Wadenius. Världsmusik: Bengan Janson, Filip Jers, Ale Möller. Musique classique : Håkan Hardenberger, Gustaf Sjökvist, Göran Söllscher. Musique populaire : Pernilla Andersson, Marit Bergman, Jason Diakité, Göran Fristorp, LaGaylia Frazier, Hayati Kafe, Lill Lindfors, Edda Magnason, Michael Saxell.
Écrivains et acteurs suédois
Pernilla August, Jacques Werup.
Artistes et musiciens internationaux
Harry Allen, Arild Andersen, Jacob Fischer, Paolo Fresu, Richard Galliano, Nico Gori, Wolfgang Haffner, Scott Hamilton, Pete Jolly, Stacey Kent, Trudy Kerr, Rebecca Kilgore, Lee Konitz, Morten Lund, Grégoire Maret, Charlie Mariano, Andy Martin, James Moody, Cæcilie Norby, Émile Parisien, Clarence Penn, Jukka Perko, Yosuke Sato, Janis Siegel, Clark Terry, Tom Warrington, Kenny Washington.

### Steinway Artist
En tant que premier pianiste de jazz nordique, Jan Lundgren a été nommé Steinway Artist en 2007 chez le célèbre fabricant de pianos Steinway & Sons. Cette société renommée a été fondée à New York par Henry E. Steinway en 1853.

## Ystad Sweden Jazz Festival
Jan Lundgren est directeur artistique du festival de jazz Ystad Sweden Jazz Festival, un festival de jazz annuel qui se tient fin juillet, début août chaque année. Le festival a été fondé en 2010 par Jan Lundgren et Thomas Lantz.
Voici une sélection d’artistes qui se sont produits au festival de jazz Ystad Sweden Jazz Festival: Cyrille Aimée, Monty Alexander, Jan Allan, Arild Andersen, Kenny Barron, Anders Bergcrantz, Stefano Bollani, Richard Bona, Fabrizio Bosso, Cristina Branco, Dee Dee Bridgewater, Deborah Brown, Vivian Buczek, Avishai Cohen (trompettiste), Avishai Cohen (bassiste), Yamandu Costa, Lily Dahab, Lars Danielsson, Rosalia De Souza, Al Di Meola, Louis van Diik, Dave Douglas, Elina Duni, Eliane Elias, Bill Evans, Jacob Fischer, Paolo Fresu, Richard Galliano, Herb Geller, Robert Glasper, Benny Golson, Benny Green, Rigmor Gustafsson, Wolfgang Haffner, Bengt Hallberg, Scott Hamilton, Roy Hargrove, Billy Harper, Tom Harrell, Dave Holland, Hiromi, Abdullah Ibrahim, Bob James, Lars Jansson, Nicole Johänntgen, Quincy Jones, Goran Kajfes, Jacob Karlzon, Omer Klein, Karin Krog, Joachim Kühn, Nils Landgren, Charles Lloyd, Joe Lovano, The Manhattan Transfer, Grégoire Maret, Pat Martino, Hugh Masekela, Cécile McLorin Salvant, Nils Petter Molvær, Joyce Moreno, Leszek Możdżer, Cæcilie Norby, Lina Nyberg, Émile Parisien, Clarence Penn, Jukka Perko, Enrico Pieranunzi, Iiro Rantala, Enrico Rava, Joshua Redman, Dianne Reeves, Georg Riedel, Bernt Rosengren, Kurt Rosenwinkel, Terje Rypdal, Heinz Sauer, Andreas Schaerer, Diane Schuur, John Scofield, Omar Sosa, John Surman, Tomasz Stanko, Bobo Stenson, Yosuke Sato, Ewan Svensson, Hannah Svensson, Martin Taylor, Toots Thielemans, Jesper Thilo, Svante Thuresson, Martin Tingvall, Viktoria Tolstoy, Tonbruket, Bengt-Arne Wallin, Marcin Wasilewski, Bugge Wesseltoft, Michael Wollny, Lizz Wright, Youn Sun Nah, Dhafer Youssef, Kjell Öhman.
Le festival de jazz Ystad Sweden Jazz Festival a reçu le prix de la culture de la municipalité d’Ystad pour 2021, et plus tôt cette année-là, l’Association nationale suédoise de jazz, Swedish Jazz, a nommé la municipalité d’Ystad comme municipalité de jazz de l’année.

## Ystad Winter Piano Fest
Jan Lundgren est l’initiateur et le directeur artistique du festival Ystad Winter Piano Fest, le premier festival de piano jazz en Suède. La première édition du festival a eu lieu les 27 et 28 décembre 2021.
Pianistes ayant participé au festival : Nik Bärtsch, Jacob Karlzon, Jan Lundgren, Marialy Pacheco, Iiro Rantala et Johanna Summer.

## Jazzhus Montmartre
Depuis décembre 2016, Jan Lundgren est également directeur artistique du prestigieux club de jazz Jazzhus Montmartre à Copenhague. Le club de jazz a ouvert ses portes en 1959 et des artistes légendaires tels que Chet Baker, Stan Getz, Dexter Gordon et Ben Webster y ont joué.

## Sélection de prix et distinctions
- 1993 : Bourse de Thore Swanerud.
- 1994 : Bourse de Harry Arnold[13].
- 1994 : Prix de la Radio Suédoise (Radio Sweden) Jazzkatten dans la catégorie Musicien de jazz de l’année[14].
- 1995 : Topsys tusenkrona (Les mille couronnes de Topsy) – La Fondation Nalen.
- 1995 : La bourse culturelle de la ville de Malmö.
- 1998 : Le prix de l’Orkesterjournalen Gyllene skivan (Disque d’or) pour Swedish Standards (publié en 1997)[7].
- 2000 : La bourse de Jan Johansson.
- 2008 : Django d’Or Contemporain Star of Jazz[15].
- 2010 : Bourse de Thore Ehrling.
- 2010 : Prix de la culture de la région de Blekinge[16].
- 2012 : Prix de la culture de la région de Scanie.
- 2013 : Jazz Journal – Jazz Record of the Year – Critics’ Poll pour Together Again at the Jazz Bakery (publié en 2012).
- 2013 : Prix de la culture de la municipalité d’Ystad[17].
- 2015 : Jazz Journal – Jazz Record of the Year – Critics’ Poll pour All by Myself (publié en 2014).
- 2019 : Prix Ellen & Svend Asmussen[17].
- 2020 : Prix de la Fondation culturelle dano-suédoise[18].
- 2023: Le prix "Guldnålen" de Jazz i Malmö, club de jazz en Suède[19].

## Compositions
Les connaissances approfondies de Jan Lundgren sur les traditions de jazz aussi bien européennes qu’américaines, et sa curiosité pour les différents courants et styles constituent une base importante dans son travail musical en tant que pianiste et compositeur. Depuis les années 1980, il compose sa propre musique ; à ce jour, plus de deux cents titres sont enregistrés depuis les années 1990.

### Partitions publiées
En 2021, la « Collection Jan Lundgren » (Hal Leonard/Bosworth Edition/ACT) a été publiée. Elle contient vingt compositions originales de Jan Lundgren : 
1. Blekinge
2. Blue Silence
3. Dance of Masja
4. Farväl
5. Leklåt
6. Love in Return
7. Love Land
8. Lycklig resa
9. The Magic Stroll
10. Mare Nostrum
11. Never Too Late
12. No. 9
13. On the Banks of the Seine
14. Open Your Mind
15. The Poet
16. Potsdamer Platz
17. Ronneby
18. The Seagull
19. Song for Jörgen
20. Years Ahead

### Sélection de compositions
- A Dog Named Jazze (album: Into the Night, ACT, 2021)
- A Touch of You (album: A Touch of You, Alfa, 2003)
- Almas Vaggvisa (album: I Love Jan Lundgren Trio, Figaro Music, 2014)
- Bird of Passage (album: Bird of Passage, Four Leaf Clover Records, 1995)
- Blekinge (album: Kristallen, ACT, 2020)
- Blue Silence (album: Mare Nostrum II, ACT, 2016)
- Bullet Train (album: Potsdamer Platz, ACT, 2017)
- Conclusion (album: Conclusion, Four Leaf Clover Records, 1994)
- Dance of Masja (album: Potsdamer Platz, ACT, 2017)
- Farväl (album: Mare Nostrum II, ACT, 2016)
- Flowers of Sendai (album: Flowers of Sendai, Bee Jazz, 2014)
- Hidden Truth (album: I Love Jan Lundgren Trio, Figaro Music, 2014)
- I Do (album: Into the Night, ACT, 2021)
- Into the Night (album: Into the Night, ACT, 2021)
- Leklåt (album: Mare Nostrum II, ACT, 2016)
- Love in Return (Mare Nostrum III, ACT, 2019)
- Love Land (album: Bengan Janson–Jan Lundgren–Ulf Wakenius, Ladybird, 2011; Mare Nostrum III, ACT, 2019)
- Lycklig resa (album: Potsdamer Platz, ACT, 2017)
- Man in the Fog (album: Man in the Fog, Bee Jazz, 2013)
- Mare Nostrum (album: Mare Nostrum, ACT, 2007)
- M.Z. (album: Lockrop, Gemini Records, 2006)
- Never Too Late (album: Potsdamer Platz, ACT, 2017)
- No. 9 (album: Potsdamer Platz, ACT, 2017)
- On the Banks of the Seine (album: Potsdamer Platz, ACT, 2017)
- Open Your Mind (album: Mare Nostrum, ACT, 2007)
- Parfait Amour (album: Flowers of Sendai, Bee Jazz, 2014)
- Potsdamer Platz (album: Potsdamer Platz, ACT, 2017)
- Ronneby (Mare Nostrum III, ACT, 2019)
- Second Time First (album: We Will Always Be Together, Gazell, 2004)
- Short Life (album: Conclusion, Four Leaf Clover Records, 1994)
- Song for Jörgen (album: Potsdamer Platz, ACT, 2017)
- Stenhuggarens visa (album: Lockrop, Gemini Records, 2006)
- The Expatriate (album: For Listeners Only, Sittel Records, 2001)
- The Longest Night (album: Back 2 Back, Volenza, 2011)
- The Magic Stroll (album: Mare Nostrum III, ACT, 2019)
- The Poet (album: Potsdamer Platz, ACT, 2017)
- The Seagull (album: Mare Nostrum, ACT, 2007)
- Time to Leave Again (album: For Listeners Only, Sittel Records, 2001)
- Twelve Tone Rag (album: Potsdamer Platz, ACT, 2017)
- View of P (album: Man in the Fog, Bee Jazz Records, 2013)
- Years Ahead (album: Mare Nostrum, ACT, 2007)

## Enregistrements
Depuis 1994, Jan Lundgren a enregistré plus de cinquante albums sous son nom et comme nom principal dans différents groupes. Depuis 2007, il a principalement enregistré des albums au label allemand ACT. Il a contribué à environ cent cinquante albums dans des maisons de disque telles que Fresh Sound (Espagne), Marshmallow (Japon), Sittel (Suède), Four Leaf Clover (Suède), Volenza (Suède), Alfa (Japon), Gemini (Norvège) och Bee Jazz (France) en plus de l’ACT.
Voici une sélection d’albums publiés : Conclusion (1994), Swedish Standards (1997), Svenska landskap (2003), In New York (2005), Mare Nostrum (2007 ; le premier album en collaboration Mare Nostrum avec Paolo Fresu et Richard Galliano qui fut vendu à plus de 50 000 exemplaires en 2014), Magnum Mysterium (2007), European Standards (2009),Back 2 Back (2011) avec Bengt Hallberg, Together Again at the Jazz Bakery (2012) avec Chuck Berghofer et Joe LaBarbera, Man in the Fog (2013), All by Myself (2015), The Ystad Concert: A Tribute to Jan Johansson (2016) avec Bonfiglioli Weber String Quartet et Mattias Svensson, Potsdamer Platz (2017) avec Jukka Perko, Dan Berglund et Morten Lund, Kristallen (2020) avec Nils Landgren, Into the Night (2021) avec Lars Danielsson et Émile Parisien.
Jan Lundgren a été producteur pour le trio « John Venkiah Trio » (Things Change), Fanny Gunnarsson Quartet (Same Eyes as You) et Hannah Svensson (Each Little Moment), chacun sous le label Volenza. Il a également produit plusieurs de ses propres disques.

### Discographie
- 1994 – Conclusion (Four Leaf Clover)
- 1994 – Stockholm-Get-Together (Fresh Sound)
- 1995 – New York Calling (Alfa)
- 1996 – Bird of Passage (Four Leaf Clover)
- 1996 – California Connection (Fresh Sound-Four Leaf Clover)
- 1996 – Cooking! At the Jazz Bakery (Fresh Sound)
- 1997 – Swedish Standards (Sittel, re-released by ACT, 2009)
- 1998 – A Touch of You (Alfa)
- 1999 – Something to Live For (Sittel)
- 2000 – For Listeners Only (Sittel)
- 2001 – Jan Lundgren Trio Plays the Music of Victor Young (Sittel)
- 2001 – Lonely One (Marshmallow)
- 2001 – Collaboration avec Pete Jolly (Fresh Sound)
- 2001 – Presents Miriam Aida & Fredrik Kronkvist (Sittel)
- 2002 – Charade (Marshmallow)
- 2002 – Jan Lundgren Trio Plays the Music of Jule Styne (Sittel)
- 2003 – Perfidia (Marshmallow)
- 2003 – Svenska landskap [aka Landscapes] (Sittel)
- 2003 – Blue Lights (Marshmallow)
- 2003 – Celebrating the Music of Matt Dennis (Fresh Sound)
- 2004 – Les Parapluies de Cherbourg (Marshmallow)
- 2004 – En sommarkonsert (avec Putte Wickman et Göran Fristorp)
- 2004 – We Will Always Be Together avec Putte Wickman (Gazell)
- 2005 – In New York (Marshmallow)
- 2005 – An Intimate Salute to Frankie avec Putte Wickman (Gazell)
- 2006 – Lockrop avec Georg Riedel (Gemini)
- 2006 – Plays Cole Porter Love Songs (Marshmallow)
- 2006 – History of Piano Jazz [solo piano] (Fagerdala Event)
- 2006 – How About You' with Andy Martin (Fresh Sound)
- 2007 – A Swinging Rendezvous (Marshmallow)
- 2007 – Mare Nostrum avec Paolo Fresu & Richard Galliano (ACT)
- 2007 – Magnum Mysterium (ACT)
- 2008 – Soft Summer Breeze (Marshmallow)
- 2009 – European Standards avec Mattias Svensson & Zoltan Csörsz Jr (ACT)
- 2009 – Jul på Svenska avec Georg Wadenius & Arild Andersen (EMI)
- 2010 – Too Darn Hot (Volenza)
- 2011 – Back 2 Back avec Bengt Hallberg (Volenza)
- 2011 – Together Again ...At The Jazz Bakery avec Chuck Berghofer & Joe La Barbera (Fresh Sound)>
- 2012 – Until It’s Time avec LaGaylia Frazier (Prophone)
- 2013 – Man in the Fog [solo piano] (Bee Jazz)
- 2013 – Jul på Norska avec Georg Wadenius & Arild Andersen (EMI)
- 2013 – I Love Jan Lundgren Trio avec Mattias Svensson & Zoltan Csörsz Jr (Figaro)
- 2014 – Flowers of Sendai avec Mattias Svensson & Zoltan Csörsz Jr (Bee Jazz)
- 2014 – All By Myself [solo piano] (Fresh Sound)
- 2014 – Quietly There avec Harry Allen (Stunt)
- 2015 – A Retrospective [compilation] (Fresh Sound)
- 2016 – The Ystad Concert: A Tribute to Jan Johansson avec Mattias Svensson & Bonfiglioli Weber String Quartet (ACT)
- 2016 – Mare Nostrum II avec Paolo Fresu & Richard Galliano (ACT)
- 2017 – Potsdamer Platz (ACT)
- 2019 – Mare Nostrum III avec Paolo Fresu & Richard Galliano (ACT)
- 2020 – Kristallen avec Nils Landgren (ACT)
- 2021 – Into the Night avec Lars Danielsson & Émile Parisien (ACT)
- 2022 – Jazz Poetry avec Hans Backenroth (ACT)[22]

Voir Jan Lundgren Discography compilée par Gerard Bielderman, Eurojazz Discos No. 191.